# Saint-Séverin-d’Estissac
Saint-Séverin-d’Estissac település Franciaországban, Dordogne megyében. Lakosainak száma 91 fő (2022. január 1.). Saint-Séverin-d’Estissac Neuvic, Vallereuil, Saint-Jean-d’Estissac, Issac és Sourzac községekkel határos.

## Népesség
A település népessége az elmúlt években az alábbi módon változott:
| Lakosok száma | 65   | 56   | 55   | 65   | 95   | 105  | 100  | 90   | 89   | 91   |
|               | 1968 | 1982 | 1990 | 2006 | 2013 | 2015 | 2017 | 2019 | 2020 | 2022 |